# Lanzador

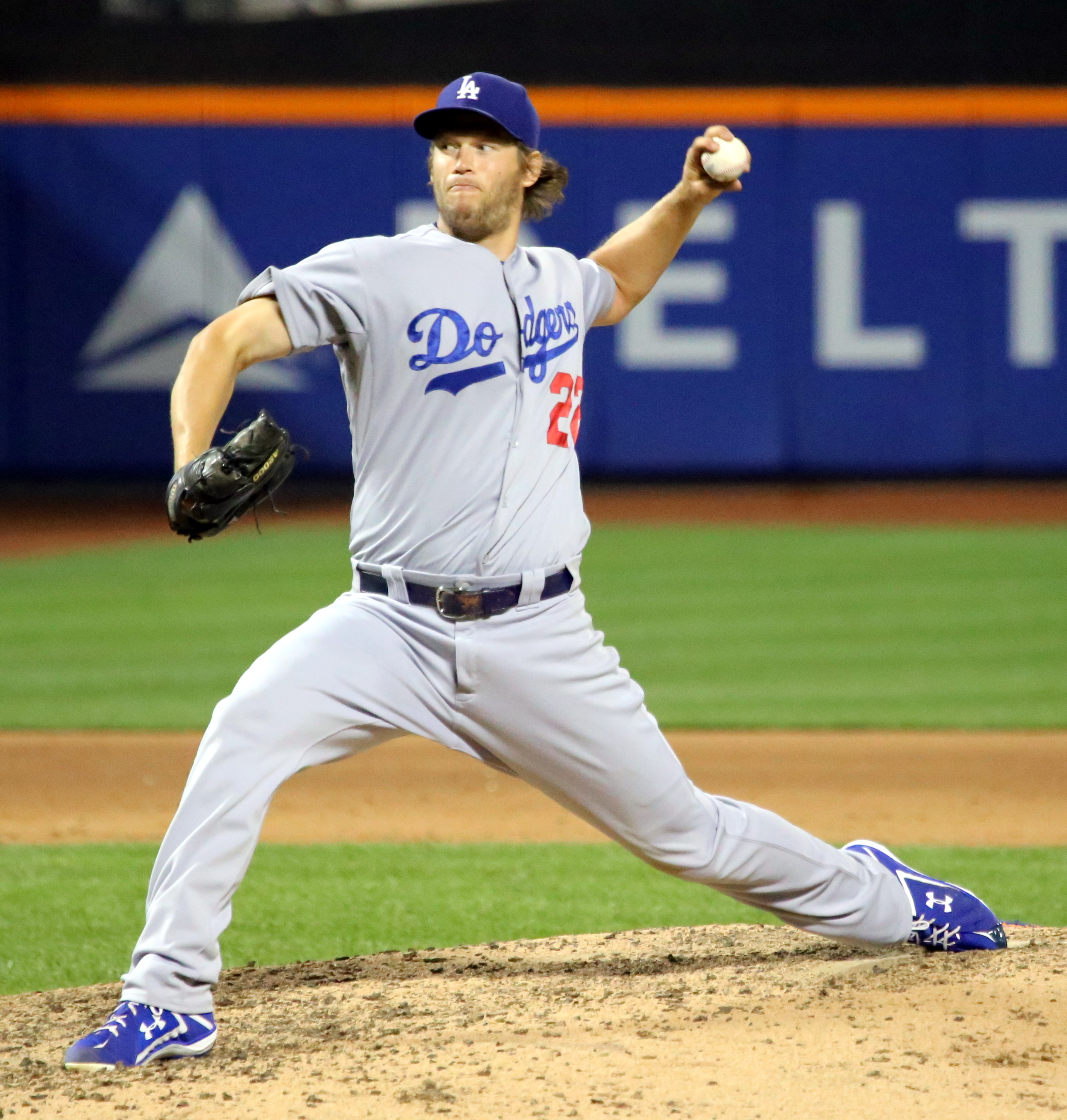
Clayton Kershaw, lanzador de Los Angeles Dodgers, lanzando en un juego contra los New York Mets en 2015.

En el béisbol, un lanzador o pícher es el jugador que lanza la pelota desde el montículo hacia el receptor, con el objetivo de sacar al bateador e impedirle anotar carreras. A esta posición se le asigna el número 1. 

Posición del lanzador (P) en el diamante.

Normalmente, el lanzador debe lograr que la pelota llegue hasta el receptor sin permitir que el bateador golpee la pelota. Sin embargo, el lanzamiento debe llegar a la zona de strike o de lo contrario es contada como una bola mala. Cada bateador puede dejar pasar o fallar hasta dos bolas buenas para batear, de lo contrario (al recibir un tercer strike) pierde su turno y se dice que es puesto out por el lanzador. Por su parte, el lanzador tiene hasta tres oportunidades de lanzar una bola mala, dado que a la cuarta le regala la primera base al bateador de quien se dice entonces que se embasa por base por bolas (o walk).
El lanzador tiene libertad de lanzar múltiples estilos de pichadas, que incluyen bolas rápidas, curvas, etc. Para ello el receptor le propone opciones al lanzador por medio de señas las cuales el lanzador acepta o rechaza.
Durante el lanzamiento, el pícher debe mantener un pie en la goma del montículo. Lanza la pelota hacia el receptor quien la espera detrás del home. Al mismo tiempo el bateador, colocado en la caja de bateo, espera el lanzamiento y decide si intenta batearlo o si lo deja pasar. Si logra pegarle a la pelota en dirección al campo de juego y logra correr hasta llegar a la primera base antes de que el equipo contrario logre llevar la pelota hasta esa base, se dice que el bateador logra un hit; caso contrario si el batazo resulta ser un elevado y es atrapado «de aire». También puede no darle a la pelota sin impedir que el receptor la atrape, o puede dejar pasar una bola buena lo que cuenta como un strike, o puede golpear la pelota hacia fuera de los límites laterales del campo de juego, lo que se llama un foul.

## Tipos de los lanzadores

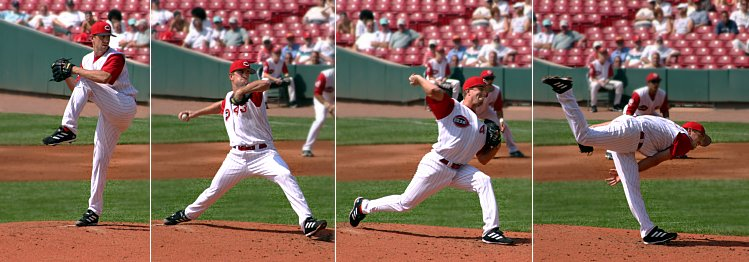
Envío del lanzador

Los lanzadores se pueden clasificar atendiendo a varios criterios.
Atendiendo al criterio del momento en que son utilizados, se pueden clasificar en: 
- Abridor se les llama a los lanzadores que generalmente inician un partido, tienen buen control y resistencia, pueden realizar al menos cien lanzamientos por juego. Algunos como Roy Halladay incluso han realizado cerca de 200 lanzamientos en algunos encuentros.
- Relevista (Relief) se les llama a los lanzadores que suplen al abridor cuando sus capacidades disminuyen o por razones estratégicas del juego. Existen relevistas «largos» y «cortos», de acuerdo a la capacidad de lanzamientos que puedan lograr con efectividad, los relevistas largos generalmente sustituyen al abridor cuando a este le va mal en las primeras entradas del juego, los relevistas cortos («setup» y «cerrador») son los especialistas en las tres últimas entradas.

Como se anticipó, los relevistas pueden subclasificarse en tres categorías: 
- Relevista de medio juego (Middle relief Pitcher): comúnmente lanzan en la sexta o séptima entrada, o en situaciones donde se juegan varias entradas (como es el caso de los extra innings), también suelen utilizarse cuando se retira prontamente al lanzador inicial. Son llamados para reemplazar a los lanzadores iniciales poco efectivos esperando que actúen mejor. En las Grandes Ligas, son lanzadores provenientes de ligas menores que audicionan para desempeñar un papel más importante en el club, también pueden servir para «cuidar» a otros lanzadores más importantes de fatigas y lesiones. Aunque también es cierto que pueden ser todo lo contrario: lanzadores que no han logrado jugar un mejor papel en otros roles. Rudy Seanez es un ejemplo de un relevista de medio tiempo quien ha obtenido una larga y exitosa carrera.

- Setup Pitcher. Debido a que la tradición hispanoamericana tiende a utilizar neologismos (como anglicismos o galicismos), es difícil encontrar una traducción a este tipo de lanzadores. Se suelen utilizar en las entradas séptima y octava, para que el cerrador juegue únicamente la entrada novena. Pueden jugar cuando el encuentro está empatado o incluso cuando están abajo en el marcador, lo que supone que existe alta probabilidad de que si realizan un buen trabajo se les acredite a ellos la victoria. Casi cada equipo tiene un lanzador izquierdo y uno derecho de este tipo. Un ejemplo de este tipo de lanzador es Mike Stanton.
- Cerrador se les llama a los lanzadores que relevan para los últimos innings, son pues una variedad de relevistas, pero que terminan el juego, usualmente si se usa un abridor que pueda jugar a la perfección 7 o más entradas, se usa un Setup Pitcher en las entradas séptima y octava, y un cerrador por tan solo una entrada, aunque se pueden usar en 3 o más entradas. Se caracterizan por ser los mejores relevistas, debido a que en algunos juegos cerrados son críticos las últimas entradas. A pesar de ser tan talentosos como cualquier otro lanzador, pueden tener poca variedad de lanzamientos, poca resistencia a jugar varias entradas o son lanzadores iniciales que debido a lesiones ya no pueden jugar tantas entradas.

Importante es el hecho de que dichos lanzadores actúan bien tanto en contra de bateadores izquierdos como derechos (contrario a los especialistas contra zurdos o left-handed specialist). Usualmente tienen una bola rápida poderosa y dos o más lanzamientos de acompañamiento, pues no es necesario que tengan un vasto arsenal. 
Un ejemplo de cerrador es el panameño Mariano Rivera, cerrador estrella de los Yankees, cerrador con más salvamentos en la historia de las Grandes Ligas.
La marca especial de este tipo de lanzadores es el Save (juego salvado):
«10.20 Se le acredita un Juego Salvado a un lanzador cuando este cumpla con las tres condiciones siguientes (según las reglas internacionales de béisbol):
(1) sea el lanzador cerrador en un juego ganado por su equipo, y
(2) cuando él no es el lanzador ganador, y
(3) su actuación se ajusta a una de las condiciones siguientes:
(a) entra en el juego cuando su equipo lleva una ventaja no mayor de tres carreras y lanza por lo menos un inning; o 
(b) entra en el juego, sea cual fuere la anotación, con la posible carrera en base, o al bate, prevenida (es decir que la potencial carrera del empate está ya embasada o es uno de los dos primeros bateadores a quien se tenga que enfrentar) o; 
(c) lanza con efectividad por lo menos tres innings.
No se debe acreditar más de un Salvado por juego.»
Atendiendo a los tipos de lanzamientos que efectúan se pueden clasificar como:
- Lanzador de poder (Power Pitcher): son lanzadores que confían en la velocidad de sus lanzamientos, además acreditan una cantidad considerable de ponches (más de un ponche por entrada), a veces en detrimento de la puntería, pues frecuentemente acreditan gran cantidad de bases por bola y/o hit by pitch. Un ejemplo clásico es el miembro del salón de la fama Nolan Ryan.
- Lanzador de control (Control Pitcher): al contrario de los lanzadores de poder, tienen la habilidad para lanzar con puntería, ergo, acreditan menor cantidad de bases por bola (una por juego), y a veces menor cantidad de ponches (bajo del baremo que es 7 ponches por 9 entradas).
- Lanzador de bolas a tierra (Groundball Pitcher): comúnmente denominados «matagusanos» (Worm Killers) debido a la gran cantidad de bolas que golpean y botan en la tierra, en lugar de elevados y ponches, asimismo poseen un alto grado de doble matanzas. Usualmente utilizan lanzamientos como la bola rápida de dos costuras (2-seam Fastball), Sinkers, Splitball y Forkball, que tienden a moverse hacia el suelo o hundirse (Sink). Ejemplos de estos lanzadores son Brandon Webb, Derek Lowe y Chien-Ming Wang.

## Tipos de lanzamientos
Se puede clasificar los lanzamientos del pícher en tres categorías, principales, aunque no únicas:
Bola Rápida (Fastball)
Este tipo de lanzamiento se caracteriza por girar de manera tal que la bola trata de luchar contra la gravedad, gira pues «de abajo arriba» o, en otras palabras, gira «hacia atrás», contrario a la bola curva.
Hay varios tipos de bolas rápidas:
a) 4-Seam Fastball (bola rápida de 4 costuras). Esta bola rápida es la que goza de mayor velocidad, computándose hasta un poco más de 100 millas por hora o 160 kilómetros por hora.
b) 2-Seam Fastball (bola rápida de 2 costuras). Esta bola rápida tiene de 2 a 5 millas por hora menos que la anterior, esta bola rápida se caracteriza por el Grip o agarre con el cual se efectúa la misma, pues el lanzador (pícher) toma la bola de béisbol de forma tal que los dedos índice y medio cubren las costuras en la parte en que se unen más, por tanto, tiene menor velocidad y dependiendo de en qué costura se haga más presión esta bola puede girar hacia la derecha o hacia la izquierda. A menudo esta bola rápida se vuelve un Sinker.
c) Cutter Fastball. Este lanzamiento se parece mucho a la bola rápida de 2 costuras, con la diferencia que se agarra de forma tal que el índice y el dedo medio estén casi juntos, haciendo presión, por ende, en un lado de la bola, tras lo cual la bola debería «romper» hacia la izquierda (en un lanzador derecho). Esta bola debe superar las 90 millas por hora para ser Cutter, de lo contrario sería un Slider rápido.
d) Splitball. Este lanzamiento se caracteriza por romper hacia abajo al acercarse al bateador, el agarre es diferente a las anteriores pues los dedos índice y medio se separan de forma tal que simulan la forma de las 2 costuras, pero por fuera. La velocidad es menor a las anteriores, pero de ser muy inferior a las anteriores se convierte en Forkball.
Slider
Esta bola es de velocidad media entre la bola rápida y la curva, no es una bola recta, sino que «rompe» sobre los lados, de ser derecho el lanzador hacia la derecha (el lado del guante) y viceversa para los zurdos. 
Esta bola se toma como si se fuera a tirar un cutter, pero de forma tal que la muñeca debe girar hacia el lado que corresponda.
Curva (Curveball)
Esta bola se caracteriza por su velocidad relativamente baja (de 60 millas por hora hasta cerca de 85 millas por hora depende del lanzador), además de por su característica curva, pues rompe hacia diversos lados, dependiendo del tipo de curva de que se trate. 
Por ejemplo:
a) La curva 12-6 «rompe» de arriba abajo, se diferencia, como todas las curvas en que la bola no da vueltas de abajo arriba o hacia atrás, sino hacia el suelo o hacia delante, por tanto la resistencia al viento y el efecto magnus (amén de la gravedad) hace que al llegar al bateador se mueva repentinamente, en el caso de la curva 12-6 (simulando las agujas del reloj) hacia abajo.
b) Asimismo, las curvas 1-7 (para zurdos) 2-8 (para derechos) se logran al mover la muñeca de manera tal que la curva de vueltas hacia dicho ángulo.
c) La curva más tradicional rompe en ángulos de 45 grados, aproximadamente.
Para lograr lanzar la curva, es lanzamiento puede ejecutarse de varias formas, siempre y cuando se trate de hacer dar vueltas la pelota hacia delante, hacia abajo, esto se logra, básicamente aceptado por la mayoría de las personas, agarrando la bola de manera tal que el dedo índice toque una de las costuras en la «herraduras de caballo» y el dedo medio justo a la par debajo de la costura, y el dedo pulgar en el extremo contrario, siempre tocando una parte de la costura, tras lo cual se ejecuta el tiro, como si fuera una bola rápida por táctica, pero teniendo en cuenta hacer dar vueltas a la pelota moviendo el dedo pulgar hacia arriba y los dedos índice y medio hacia abajo, dependiendo del ángulo que se quiera, además algunos dicen que se debe dar vuelta a la muñeca, pero otros indican que esto conlleva a lesiones graves por lo que lo contraindican.
Por ejemplo, para lanzar una bola curva 12-6 se debe pensar que está martillando un clavo, ese debe ser la posición final del brazo, para que dé vueltas hacia abajo, etc.
d) Knuckleball: una bola con efecto extraordinario, pues es tomada con los nudillos o con las puntas de los dedos, en lugar de la parte tradicional de los dedos. Pocos lanzadores de grandes ligas manejan esta bola exitosamente, como Tim Wakerfield o Mike Mussina.
Existen otro tipos de lanzamientos poco usuales como la Gyroball, Spinner Kuckler, Spitball (ilegal), Mudball (ilegal), Euphus ball (bola nada), entre otros lanzamientos más usuales como la Screwball (Slider que gira al lado del brazo del lanzador, es decir, al lado contrario del slider), Forkball, Splitball, Sinker.

## Lanzadores importantes

### Miembros del Salón de la Fama
| - Diomede Sierra - Alejandro “El Chispa” Paredes - Grover Cleveland Alexander - Chief Bender - Bert Blyleven - Mordecai “Three-Finger” Brown - Ray Brown * - Jim Bunning - Steve Carlton - Jack Chesbro - John Clarkson - Andy Cooper * - Stan Coveleski - Candy Cummings - Leon Day * - Dizzy Dean - Martín Dihigo * - Don Drysdale - Dennis Eckersley - Red Faber - Bob Feller - Rollie Fingers - Whitey Ford - Bill Foster * - Rube Foster * - Fernando Valenzuela - Pud Galvin - Bob Gibson - Tom Glavine - Lefty Gomez - Rich "Goose" Gossage |  | - Clark Griffith - Burleigh Grimes - Lefty Grove - Jesse Haines - Roy Halladay - Trevor Hoffman - Waite Hoyt - Carl Hubbell - Catfish Hunter - Ferguson Jenkins - Randy Johnson - Walter Johnson - Addie Joss - Tim Keefe - Sandy Koufax - Bob Lemon - Ted Lyons - Greg Maddux - Juan Marichal - Rube Marquard - Pedro Martínez - Christy Mathewson - Joe McGinnity - José Méndez * - Jack Morris - Mike Mussina - Hal Newhouser - Kid Nichols - Phil Niekro - Satchel Paige * - Jim Palmer |  | - Herb Pennock - Gaylord Perry - Eddie Plank - Charles Radbourn - Mariano Rivera - Eppa Rixey - Diomede sierra - Robin Roberts - Bullet Rogan * - Red Ruffing - Amos Rusie - Babe Ruth ** - Nolan Ryan - Tom Seaver - Hilton Smith * - Lee Smith - John Smoltz - Warren Spahn - Albert Spalding - Bruce Sutter - Don Sutton - Dazzy Vance - Rube Waddell - Ed Walsh - John Montgomery Ward - Mickey Welch - Hoyt Wilhelm - Smokey Joe Williams * - Vic Willis - Early Wynn - Cy Young |

* Ligas Negras
** Babe Ruth fue un pícher durante sus primeros seis años en las mayores (hasta 1919)